# Joke Mortier
Joke Mortier (29 augustus 1978) is een Belgische voormalige atlete, die gespecialiseerd was in het hordelopen. Zij werd tweemaal Belgisch kampioene.

## Loopbaan
Joke Mortier nam in 1997 op de 400 m horden deel aan de Europese kampioenschappen voor junioren. Ze werd achtste in de finale. In 2004 en 2005 werd ze Belgisch kampioene op dit nummer.
Mortier was aangesloten bij AC Halestra.

## Belgische kampioenschappen
| Onderdeel    | Jaar       |
| ------------ | ---------- |
| 400 m horden | 2004, 2005 |

## Persoonlijke records
Outdoor
| Onderdeel    | Prestatie | Datum        | Plaats   |
| ------------ | --------- | ------------ | -------- |
| 400 m horden | 58,36 s   | 27 juni 2004 | Oordegem |

Indoor
| Onderdeel | Prestatie | Datum            | Plaats |
| --------- | --------- | ---------------- | ------ |
| 400 m     | 57,05 s   | 18 februari 2007 | Gent   |

## Palmares

### 400 m
- 2000:  BK indoor AC - 57,27 s
- 2007:  BK indoor AC - 57,05 s

### 400 m horden
- 1997: 8e EK junioren U20 te Ljubljana  - 60,56 s
- 1997:  BK AC - 59,81 s
- 1999:  BK AC - 59,50 s
- 2002:  BK AC - 59,80 s
- 2003:  BK AC - 59,44 s
- 2004:  BK AC - 59,73 s
- 2005:  BK AC - 58,94 s
- 2006:  BK AC - 60,24 s
- 2008:  BK AC - 60,10 s